# Premier pont d'Hiver
Le premier pont d'Hiver (en russe : 1-й Зимний мост) est un pont de pierre à travée unique situé dans le centre de Saint-Pétersbourg, qui traverse la rue Millionnaïa de l'autre côté du canal d'Hiver. Le pont actuel a été construit à l'origine en 1768 pour traverser un cours d'eau différent, et a été reconstruit et ouvert à son emplacement actuel en 1784.
Il y a eu un pont sur le site de la traversée actuelle depuis le creusement du canal d'Hiver entre 1718 et 1719. Il s'agissait à l'origine d'un pont-levis en bois, et a été remplacé par un pont en bois fixe à trois travées au milieu du XVIIIe siècle. Il a été à son tour remplacé dans les années 1780 par un pont en pierre voûté à une seule travée, qui avait été construit à l'origine sur le canal Rouge voisin. Ce pont, conçu par Yury Felten et IG Rossi, avec sa construction supervisée par l'ingénieur TI Nasonov, est devenu obsolète après le remplissage du canal Rouge à la fin des années 1770. Le pont a ensuite été démonté, déplacé vers le canal d'hiver et remonté là-bas. Il est resté dans son nouvel emplacement depuis, subissant divers changements de nom, avant que son nom actuel n'apparaisse en 1940. Il a été réparé dans les années 1950, mais a conservé son aspect architectural du VIIIe siècle et a été désigné objet du patrimoine historique et culturel d'importance fédérale.

## Emplacement et conception
Le premier pont d'Hiver se trouve à Dvortsovy okroug, qui fait partie du district central. Il traverse la rue Millionnaïa de l'autre côté du canal d'hiver, près du palais d'Hiver. C'est un pont en pierre voûté à travée unique de 19 mètres de long et de 21 mètres de large,. Ses culées reposent sur une fondation sur pieux, avec ses façades revêtues de granit. Il a un parapet et des trottoirs en granit massif, avec des descentes en escalier jusqu'au remblai du canal. Deux descentes du remblai du côté amont du pont permettent d'accéder aux eaux du canal,. C'est l'un des trois ponts qui traversent le canal d'Hiver, les autres étant le pont de l'Ermitage, à la jonction du canal avec la Neva, et le deuxième pont d'Hiver, au point où le canal se sépare de la Moïka.

## Histoire
Un pont-levis en bois a été construit enjambant le canal dans la rue Bolshaya Nemetskaya, aujourd'hui rue Millionnaya, entre 1718 et 1720,,. Il a été reconstruit en pont fixe à trois travées, toujours en bois, au milieu du XVIIIe siècle,. En 1768, un pont voûté en pierre à travée unique a été construit sur le canal rouge voisin, qui reliait également la Neva et la Moïka, le long du bord ouest de la prairie de Tsaritsyn, aujourd'hui le champ de Mars. Ce pont, qui traversait la rue Bolshaya Nemetskaya sur le canal rouge, a été conçu par Yury Felten et IG Rossi, et sa construction a été supervisée par l'ingénieur TI Nasonov,. Le canal rouge a été comblé en 1780, devenu inutile et occupant des terrains recherchés pour la construction. Le pont de pierre a été démantelé entre 1783 et 1784, emmené morceau par morceau jusqu'au canal d'Hiver, et remonté là-bas, remplaçant le pont de bois datant de 1768,. Le remblai du canal était en train d'être revêtu de granit à cette époque.

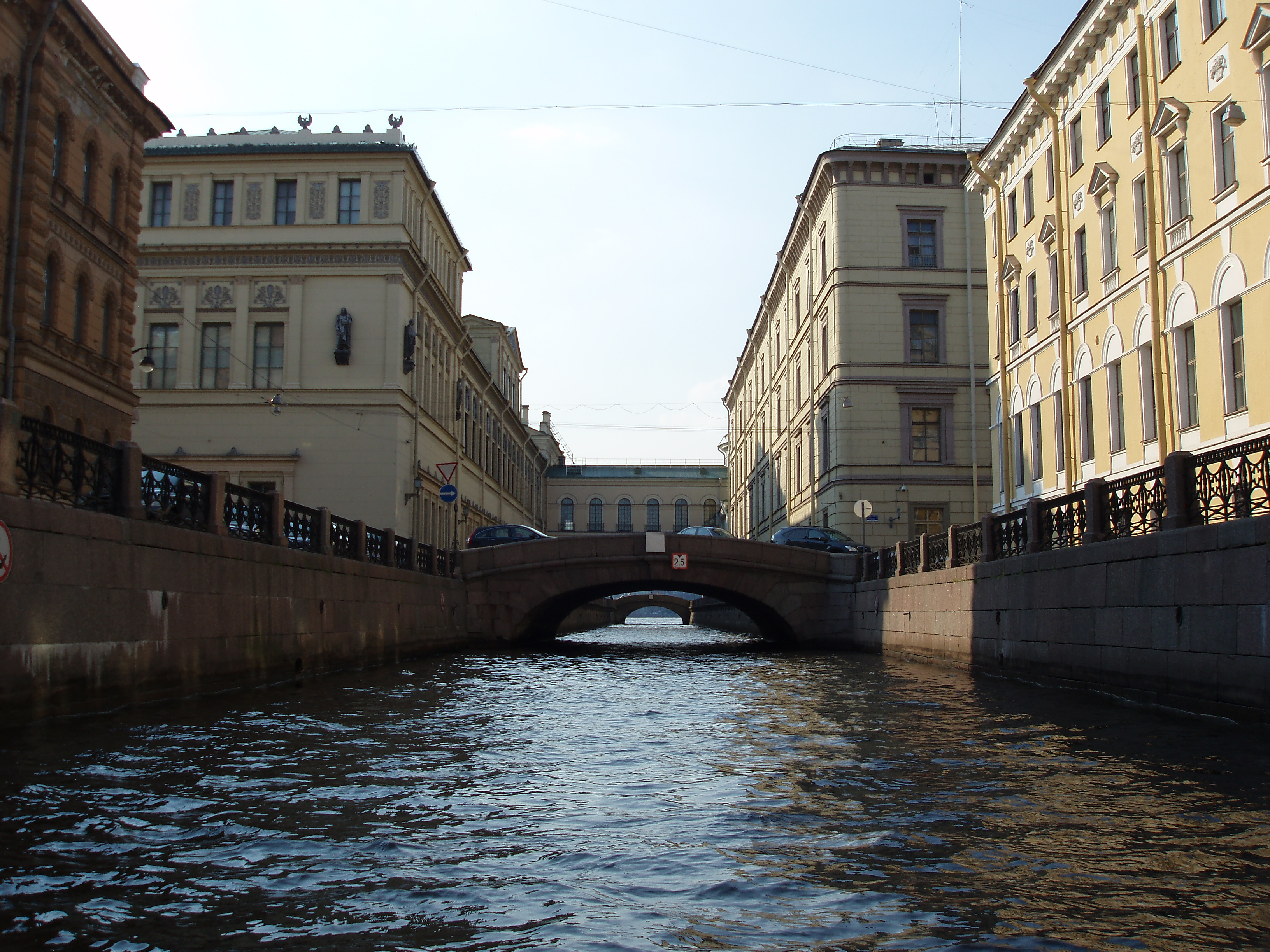
Le pont vu du canal, avec le pont de l'Ermitage au-delà

Le pont en bois à cet endroit s'appelait initialement le pont allemand (en russe : Немецкий мост ) en 1738, d'après la rue Bolshaya Nemetskaya, signifiant Grande rue allemande. Le nom vient de la grande proportion d'Allemands qui se sont installés dans la région, ce qui lui a valu le surnom de « colonie allemande ». Le terme Pont Allemand apparaît sur les cartes, tandis que le nom « Pont de l'Ancien Palais d'Hiver » ( russe : мостом старого Зимнего дворца) était également d'usage courant. La rue a ensuite été rebaptisée Millionnaya, le nouveau pont de pierre devenant le pont Millionnaya. Le nom Pont de la Transfiguration ( russe : Преображенский мост) apparaît sur une carte de 1828 de la ville, d'après le régiment Preobrazhensky), qui avait sa caserne près de l'emplacement du pont. À partir de 1829, il s'appelait le pont d'Hiver, d'après le canal qu'il traversait,,. Avec la construction d'un nouveau pont sur le canal en 1940, il a été appelé le premier pont d'Hiver, pour le distinguer du deuxième pont d'Hiver,,.
En 1955, le pont a subi des réparations de sa voûte en pierre et de sa chaussée, par Lengiproinjproekt, et supervisé par l'ingénieur Levin. Le pont a conservé son aspect architectural inchangé depuis le XVIIIe siècle et a été désigné objet du patrimoine historique et culturel d'importance fédérale.

## Voir également
- Liste des ponts à Saint-Pétersbourg
- Deuxième pont d'Hiver
- Canal d'Hiver